# Ànec mexicà
L'ànec mexicà (Anas diazi) és un ocell de la família dels anàtids (Anatidae) molt semblant a l'ànec coll-verd, fins al punt de ser considerat una subespècie. Viu en zones humides dels Estats Units i Mèxic, al sud-est d'Arizona, sud de Nou Mèxic, centre de Texas, Jalisco, Michoacán, estat de Tlaxcala i Puebla.

## Distribució i hàbitat
La major part de la població és resident, però alguns ocells del nord migren cap al sud, a Mèxic, a l'hivern. L'espècie també es troba àmpliament, però en nombre limitat, a Colorado en totes les estacions i hi ha fotografies d'ocells pertanyents a aquest tàxon de Utah, Wyoming, Nebraska i Montana.
L'hàbitat natural són els aiguamolls, inclosos estanys i rius, i normalment s'alimenta buscant aliment vegetal o pasturant. Normalment, nia a la vora d'un riu, però no sempre particularment a prop de l'aigua.

## Dieta
L'ànec mexicà és omnívor i oportunista si bé durant la temporada de cria s'alimenta principalment d'insectes com ara larves de mosquit (Chironomidae) i altres dípters, libèl·lules (Odonata) i larves de trichoptera (Trichoptera), invertebrats aquàtics com ara caragols i gambes d'aigua dolça, i cucs de terra terrestres. Fora de la temporada de cria, la dieta es basa predominantment en llavors de plantes de sòl humit, glans (Quercus), vegetació aquàtica i cereals (especialment blat de moro, arròs, ordi (Hordeum) i blat (Triticum). Els aliments agrícoles solen dominar la dieta durant la migració de tardor i sovint durant l'hivern, depenent de la disponibilitat relativa d'aliments naturals enfront dels agrícoles. A l'hivern, els ànecs collverds urbans sovint depenen completament dels aliments proporcionats pels humans, com ara pa o llavors.

## Descripció
Ambdós sexes d'aquest ocell de 51-56 cm de longitud s'assemblen a la femella de l'ànec collverd, però amb un cos lleugerament més fosc. L'ànec mexicà és principalment marró, amb un mirall blau vorejat de blanc, evident en vol o en repòs. El mascle té el bec groc més brillant que la femella.

## Taxonomia
L'ànec mexicà està relacionat amb l'ànec negrós o collverd americà (Anas rubripes) i l'ànec bru (Anas fulvigula) i certes autoritats taxonòmiques el reconeixen com espècie de ple dret en base als estudis de McCracken et al. (2001); l'agrupació d'AOU cita només Hubbard (1977). La divisió és acceptada per Chesser et al. (2020), NACC 2020-A-08.
Incloure l'ànec mexicà a l'ànec collverd és cosa del passat, de la pràctica habitual de gran part de mitjans i finals del segle xx, quan tots els "ànecs collverds" nord-americans, així com els ànecs de les Hawaii i de Laysan, es tractaven com a subespècies de l'ànec collverd pròpiament dit. Això es basava en la suposició que la hibridació, que produeix descendència fèrtil, és un indicador de manca d'especiació.
Més aviat, en aquests ocells indica una radiació al·lopàtrica força recent, que encara no ha establert barreres sòlides contra el flux genètic a escala molecular; l'elecció de parella es confereix mitjançant senyals de comportament i plomatge en els ànecs collverd, i això, en condicions naturals, ha impedit una forta pressió selectiva cap a l'establiment d'incompatibilitat genètica.